# Kysta
Kysta est un village de Slovaquie situé dans la région de Košice.

## Histoire
Première mention écrite du village en 1272.
La localité fut annexée par la Hongrie après le premier arbitrage de Vienne le 2 novembre 1938. En 1938, on comptait 376 habitants dont 9 d'origines juives. Elle faisait partie du district de Sátoraljaújhely (hongrois : Sátoraljaújhelyi járás). Le nom de la localité avant la Seconde Guerre mondiale était Kista. Durant la période 1938 -1945, le nom hongrois Kiszte était d'usage. À la libération, la commune a été réintégrée dans la Tchécoslovaquie reconstituée.

## Démographie

### Évolution de la population
| Année:               | 1994. | 2004.   | 2014.   | 2024.   |
| -------------------- | ----- | ------- | ------- | ------- |
| Nombre de personnes: | 412   | 406     | 374     | 402     |
| Différence:          |       | -1,45 % | -7,88 % | +7,48 % |

| Année:               | 2023. | 2024.   |
| -------------------- | ----- | ------- |
| Nombre de personnes: | 395   | 402     |
| Différence:          |       | +1,77 % |